# Emma Streit

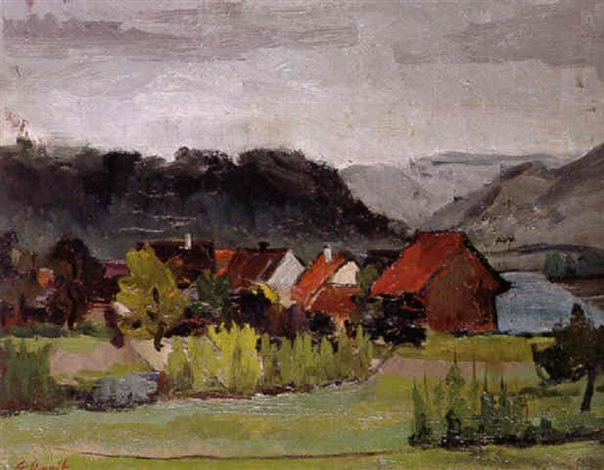
Emma Streit: Spätsommerliche Landschaft mit Dorf, Teich und hügeligem Hintergrund

Emma „Emmy“ Streit auch Emmi Streidt (* 4. August 1886 in Neumünster; † 6. Januar 1939 ebenda) war eine deutsche Malerin. 

## Leben
Emma Streit war die Tochter von Eduard Streit und dessen Ehefrau Elisa, die aus Tungendorf stammte.
Sie studierte von Januar 1913 bis 1918 an der Kasseler Kunstakademie (heute Kunsthochschule Kassel) und kehrte anschließend in ihr Elternhaus nach Kuhberg 36 in Neumünster zurück.

## Ausstellungen
Emma Streit nahm bereits 1913 mit einem Stillleben an der Deutschen Kunstausstellung in Kassel sowie 1914 mit zwei Werken an der Glaspalast-Ausstellung in München teil. 1921 erfolgte ihre Beteiligung an der Ausstellung der Schleswig-Holsteinischen Kunstgenossenschaft im Kunstgewerbemuseum Flensburg mit ihren Werken Bauerngehöft I und Bauerngehöft II.

## Mitgliedschaften
Emma Streit war Mitglied in der Schleswig-Holsteinischen Kunstgenossenschaft und im Reichsverband Bildender Künstler Deutschlands.